# (5957) Irina
(5957) Irina (1988 JN) – planetoida z pasa głównego asteroid okrążająca Słońce w ciągu 5,8 lat w średniej odległości 3,23 j.a. Odkryta 11 maja 1988 roku.